# Elmoia lanceolata
Elmoia lanceolata är en tvåvingeart som först beskrevs av Joaquin A. Tenorio 1969.  Elmoia lanceolata ingår i släktet Elmoia och familjen styltflugor. Inga underarter finns listade i Catalogue of Life.